# آرثر فينجر
آرثر فينجر (بالألمانية: Arthur Finger)‏ هو عسكري ألماني، ولد في 18 يناير 1898 في تورون في بولندا، وتوفي في 27 يناير 1945 في تشيستوخوفا في بولندا.